# Verordnung des Reichspräsidenten gegen politischen Terror
Die Verordnung des Reichspräsidenten gegen politischen Terror war eine Notverordnung, die Reichspräsident Paul von Hindenburg aufgrund der Ausnahmebestimmung in Art. 48 Abs. 2 der Weimarer Verfassung am 9. August 1932 erließ.
Die Notverordnung wurde im Reichsgesetzblatt vom 9. August 1932 Teil I, S. 403 f. verkündet und trat am 10. August 1932 um 0.00 Uhr in Kraft.
Die Verordnung galt bis zum Dezember 1932.

## Hintergrund
Nach der Aufhebung des im Frühjahr 1932 durch die Reichsregierung unter Heinrich Brüning erlassenen SA-Verbotes durch die nachfolgende Reichsregierung von Papen im Juni 1932 kam es während der Wochen des Wahlkampfes für die Reichstagswahl im Juli 1932 zu einer massiven Steigerung der politischen Gewalt im Land. Dieser Zustand beruhigte sich auch nach der Wahl nicht. Stattdessen kam es während der ersten Augusttage zu einer weiteren dramatischen Steigerung. Dies ging so weit, dass die nationalsozialistischen Straßenkampforganisationen, die SA und SS, in den ersten Augusttagen dazu übergingen, ausgesprochene Terroranschläge gegen politische Gegner zu verüben, indem sie Wohnungen von politischen Gegnern oder gegnerische Einrichtungen, wie die Gebäude von Zeitungsredaktionen, linksgerichtete Konsumgenossenschaften oder Wohlfahrtsämter attackierten, diese nachts beschossen oder mit Sprengstoff und Handgranaten angriffen. Bei solchen Anschlägen kamen in den ersten Augusttagen mehrere Personen zu Tode.
Die schwere Gefährdung der Gesundheit und des Lebens der als Opfer solcher Anschläge ins Visier genommenen Personen und der Schaden an Gebäuden und sonstigem materiellen Gut, der von diesen Anschlägen ausging, sowie die allgemeine Gefahr für die öffentliche Ordnung und Sicherheit, die von diesen Anschlägen ausging, überzeugte die amtierende Regierung unter Franz von Papen, dass es erforderlich sei, zu scharfen Maßnahmen zu greifen, um dem Terror Einhalt zu gebieten: Zum einen, um die in den vergangenen Monaten um sich greifende politische Gewalt im Land einzudämmen und die ins Wanken geratene öffentliche Sicherheit und Ordnung wieder herzustellen. Und zum zweiten, um die Autorität des Staates und die Autorität und das Prestige der Regierung, die durch die Unfähigkeit der Regierung und der Staatsorgane, die von den politischen Radikalen ausgehende Gewalt während der vergangenen Monate im Zaum zu halten, schweren Schaden genommen hatte, aufrechtzuerhalten und zu steigern.
Aus diesem Grund beschloss die Regierung um den 5. August 1932 herum vom Reichspräsidenten auf Grundlage des Artikels 48 der Verfassung eine Notverordnung erlassen zu lassen, die dem Terror im Land durch die Androhung der Todesstrafe für politisch motivierte Gewalttaten, zumal für politisch motivierte Morde, entgegenwirken sollte. Diese Verordnung wurde in den folgenden Tagen ausgearbeitet und am 9. August 1932 schließlich formal erlassen.
Ob die Militarisierung der politischen Kultur und die Eskalation der Gewalt in der Endphase der Weimarer Republik wesentlich auf die Aktivität der NSDAP bzw. der SA oder die radikale Linke zurückzuführen sind, ist wissenschaftlich umstritten.

## Wortlaut der Verordnung
Auf Grund des Artikels 48 Abs. 2 der Reichsverfassung wird folgendes verordnet:
§ 1 
Mit der Todesstrafe, die das geltende Recht bereits für den Mord und für das schwere Sprengstoffverbrechen nach § 5 Abs. 3 des Sprengstoffgesetzes androht, wird ferner bestraft:
1. wer einen Totschlag (§§ 212 bis 215 des Strafgesetzbuchs) begeht: als Angreifer aus politischen Beweggründen oder an einem Polizeibeamten, einer zu dessen Unterstützung zugezogenen Person oder einem Angehörigen der Wehrmacht, die sich in der rechtmäßigen Ausübung ihres Amtes oder Dienstes befinden;
2. wer ein Verbrechen der Brandstiftung, der Zerstörung durch Sprengstoffe oder der Gefährdung eines Eisenbahntransports begeht, sofern es nach den §§ 307, 311 und 315 Abs. 2 des Strafgesetzbuchs mit lebenslänglichem Zuchthaus bedroht ist.
§ 2
Mit Zuchthaus nicht unter zehn Jahren wird bestraft:
1. wer mit einer Schusswaffe eine Gewalttätigkeit gegen einen anderen begeht, wenn durch die Tat eine schwere Körperverletzung (§ 224 des Strafgesetzbuchs) oder der Tod des anderen oder eines Dritten verursacht worden ist; 
2. wer einen Polizeibeamten, eine zu dessen Unterstützung zugezogene Person oder einen Angehörigen der Wehrmacht, die sich in der rechtmäßigen Ausübung ihres Amtes oder Dienstes befinden, tätlich angreift, wenn durch die Tat eine schwere Körperverletzung (§ 224 des Strafgesetzbuchs) oder der Tod des Angegriffenen oder eines Dritten verursacht worden ist;
3. wer bei einem Aufruhr Rädelsführer ist oder Widerstand oder Beamtennötigung begeht (§ 115 Abs. 2 des Strafgesetzbuchs);
4. wer bei einem Landfriedensbruch ($ 125 des Strafgesetzbuchs) Rädelsführer ist oder Gewalttätigkeit gegen Personen begeht.
§ 3 
Mit Zuchthaus bis zu zehn Jahren wird, soweit die Tat nicht nach anderen Vorschriften mit schwererer Straf bedroht ist, bestraft:
1. wer aus politischen Beweggründen eine gefährliche Körperverletzung (§ 223a des Strafgesetzbuches) oder eine schwere Körperverletzung (§ 224 des Strafgesetzbuchs) begeht;
2. wer mit einer Schusswaffe eine Gewalttätigkeit gegen einen anderen begeht;
3. wer einen Polizeibeamten, eine zu dessen Unterstützung zugezogene Person oder einen Angehörigen der Wehrmacht, die sich in der rechtmäßigen Ausübung ihres Amtes oder Dienstes befinden, tödlich angreift, wenn durch die Tat eine Körperverletzung des Angegriffenen oder eines Dritten verursacht worden ist;
4. wer, abgesehen von den Fällen des § 2 Nr. 3 und Nr. 4, Aufruhr oder Landfriedensbruch begeht;
5. wer aus politischen Beweggründen einen Hausfriedensbruch mit einer Waffe oder gemeinschaftlich mit einem anderen oder als Teilnehmer einer öffentlichen Zusammenrottung (§ 123 Abs. 2, § 124 des Strafgesetzbuchs) begeht; zur Strafverfolgung bedarf es keines Antrags.
§ 4 
In den Fällen der §§ 1 bis 3 dürfen mildernde Umstände nicht zugebilligt werden.
§ 5 
Für die Verbrechen der §§ 2 und 3 sind soweit nicht die Zuständigkeit eines Sondergerichts begründet ist, die großen Strafkammern zuständig.
§ 6 
Diese Verordnung tritt mit dem auf ihre Verkündung folgenden Tage in Kraft.
Neudeck, den 9. August 1932
Der Reichspräsident
von Hindenburg
Der Reichskanzler
von Papen
Der Reichsminister der Justiz
Dr. Gürtner
Der Reichsminister des Innern
Freiherr von Gayl